# Автошлях Т 2101
Автошлях Т 2101 — територіальний автомобільний шлях в Україні, Мерефа — Зміїв. Проходить територією Харківського та Чугуївського районівХарківської області.
Починається в місті Мерефа (E104 М12 Р52),закінчується у місті Зміїв
Загальна довжина — 20,2